# さすらい (近藤真彦の曲)
「さすらい」は、近藤真彦の23作目のシングル。
1987年6月11日に発売された。発売元はCBS・ソニー。

## 概要
前作『愚か者』に続き、作詞・伊集院静（伊達歩）＆作曲・井上堯之が提供。
近藤のロゴマークMK入りの特製ペーパースリーブ仕様。
本作から3か月後の12月9日、5万枚限定発売の12インチシングル「1987 LIVE SINGLES 」にライブレコーディングバージョン収録。
CBSソニー創立20周年企画「Platinum Single SERIES」の一枚としてカップリングを『愚か者』に差し替えた8cmCDが1989年3月21日に再発売。

## 収録曲
1. さすらい
作詞：伊達歩／作曲：井上堯之／編曲：戸塚修
2. 反逆の華
作詞：伊達歩／作曲：井上堯之／編曲：大村雅朗